# 聖闘士星矢 (アニメ)
『聖闘士星矢』（セイントセイヤ）は、車田正美の同名漫画を原作としたテレビアニメである。

## 作品解説
東映動画制作で、テレビ朝日系列にて毎週土曜日に放映。1986年（昭和61年）10月11日から1989年（平成元年）4月1日までの長期にわたるシリーズになり、日本国外でも放映された。
1987年、第10回アニメグランプリ受賞。
ナレーションは田中秀幸が担当。冒頭で前回までのあらすじなどが説明されたあと、星矢役の古谷徹によるサブタイトルのタイトルコールが入る。古谷は次回予告ナレーションも担当し、最後に「君は小宇宙（コスモ）を感じたことがあるか」というキャッチで締めくくられる（最終話の1話前となる第113話での次回予告は「君は今、伝説の中にいる」）。
雑誌連載直後に東映動画、バンダイ、集英社の本作の担当者の間でアニメ化の企画が動き出していたため、連載開始から1年と経たずしてテレビアニメ化が実現した。さらに単行本第1巻発売を待たずして、雑誌上でアニメ化の決定が発表された。このアニメ化の早さは当時のWJ作品では異例のことといわれる。
バンダイがスポンサーの東映動画が手がけたテレビアニメは多くのファンを獲得。原作漫画とともに星矢人気の原動力となった。バンダイがスポンサーをした理由は、当時のバンダイの開発担当の村上克司によると、当時の開発本部長・杉浦幸昌が息子から原作漫画の面白さを薦められたことがきっかけ。
キャラクターデザインと作画監督を務めた荒木伸吾、音楽担当の横山菁児は、原作者車田の全面的な信頼を得て、後の再アニメ化でも起用された。キャラクターデザインに関して車田は「自分よりも画がうまい」と絶賛し、アニメが原作のエピソードの新たなアイデアの源になっただけでなく、自身の原作で聖衣の装着、必殺技の表現、特に光の描写等にアニメ版の物を取り入れたりしており（車田は「光、特に透過光の表現については、（漫画は）アニメには絶対に敵わない」と発言している）、原作とアニメがいい相互作用を生み出していたと発言していた。声優のキャスティングにも満足していたという。またアニメのオリジナルエピソードが描かれるにあたり、車田は原作をアニメのオリジナルエピソードに合わせることを敢えて行なっていなかったため、氷河の師匠がアニメと原作で異なるといった違いもある。
テレビアニメ『聖闘士星矢』は、商業的にも成功。特に原作漫画でも人気の高い黄金聖闘士が多数登場する十二宮編において、その人気は不動のものとなった。1987年度の東映動画の版権収入でトップに立つが、1988年の年末商戦で大きく売上が落ち込み、1989年の4月初めに放映を終了。旗野義文によれば、「原作の展開に追いついたことが最大の理由です。それと、シリーズが長期にわたったことで、スタッフも疲れていることも考え合わせ、ひとまず休ませてもらうことにしました」と答えている。約3年近くの放映で、平均視聴率は11%を記録し、放映開始当時の小学生男子から多くのファンを獲得した。
村上克司によると聖衣のデザインが原作では「毎回変わる」のが問題となり、アニメ用にデザインし直す必要が出た。東映動画とバンダイが打ち合わせをして、集英社と車田の意見を取り入れてアニメ用の聖衣のデザインが決定した。またキャラクターデザインの姫野美智によれば、企画当初はほぼ原作準拠で聖衣をデザインしていたところが、バンダイから「もっと見栄えの良い形に」との要望を受け、アニメ用の聖衣をデザインしたという。
こうして主人公である星矢たちの青銅聖衣のデザインは、十二宮編まではアニメ版オリジナルのアレンジが施され、頭パーツがヘルメットタイプだったり、腰がアーマーで覆われていたり、脚部が腿から爪先までを覆うほどだったりと重装備だったが、アスガルド編から原作準拠のデザインになった。
シリーズディレクター（監督）を務めた森下孝三は本作の直前にアメリカのアニメ映画『トランスフォーマー ザ・ムービー』を制作しており、日本とは比較にならないほどの製作費をかけていた。その余波が本作に出た結果、高いクオリティになった。また、『スター・ウォーズ・シリーズ』の合成技術を研究し、当時としては最新技術とされていたフィルム合成などの映像技術が多用されたことも、品質の向上に繋がったが、予算を使いすぎた森下は終盤になって監督職を解任され、企画へ異動することになった。

### 国内と海外の反響
本作のヒットをきっかけに、“バトルスーツもの”“装着もの”などと呼ばれる、特殊能力を伴うバトルスーツを装着した若者たちが戦うテレビアニメ、OVAが相次いで制作された。1980年代後半、本作成功の影響下で制作された“バトルスーツもの”作品の代表的なものとしては『鎧伝サムライトルーパー』『天空戦記シュラト』『超音戦士ボーグマン』などがある。
本作品は“美少年アニメ”と称されることもある。美形キャラクターが多数登場するため、メインターゲットを小学生の男子児童層に置いた作品ながらも、実際に放映してみると10代から20代の女性の中にもファンとなる者がいた。これら女性ファンの支持も成功の原動力の一つとなる。主に美形キャラクターなど担当しない声優が、この作品の美形キャラクターで出演した結果、普段は来ない層からのファンレター等が来たというケースもあった。本作はその嚆矢となった作品であり、特に一部の女性ファンにより"やおい同人誌"なども制作され、これらは1990年代の同人アンソロジーコミックやボーイズラブジャンルが隆盛する礎となった。当時の同人活動に参加していたことを明かしている著名人に高河ゆんがいる。
ヨーロッパを中心とした日本国外でも人気があり、世界的なヒット作品となった。現在でも輸出アニメの主力作品のひとつである。主題歌も国際的に人気が高く、国外においても日本語のまま歌われることがある。

### 商品展開
当アニメのスポンサーであるバンダイからは、アニメに登場する聖闘士と彼らが装着する聖衣（クロス）を再現したフィギュアシリーズ「聖闘士聖衣大系」が主力商品として展開され、その他にもプラモデルやファミリーコンピュータ用ゲームソフトなどが発売された。「聖衣大系」が好セールスを記録し、アニメも好評だったことからバンダイは素体となるフィギュアにプロテクターを装着させる同様コンセプトの商品に「クロス」という呼称を用いて様々な商品展開を行った。『ガンダムシリーズ』のキャラクターに彼らの乗機として登場したモビルスーツの装甲を装着させる「ガンダムクロス」や、同時期に放映されていたアニメ『ビックリマン』では「ビックリクロス」が発売されている。このほか、『ウルトラシリーズ』や『仮面ライダーシリーズ』、『機動警察パトレイバー』のキャラクターを用いた「ディフォルメクロスシリーズ」、『世界忍者戦ジライヤ』では「マグネクロス」を発売している。
同じくバンダイがスポンサーとなり、登場するメカなどの商品を発売している「スーパー戦隊シリーズ」の『超獣戦隊ライブマン』では、合体可能なロボット玩具を開発する過程で本作の聖衣装着のシークエンスを参考としており、素体となる1号ロボに2号ロボがパーツ単位で合体するスーパーライブロボが登場した。このスーパー合体は以降の同シリーズでは定番となっている。
テレビアニメ放映終了後も2003年11月から「聖衣大系」のコンセプトを受け継ぐ「聖闘士聖衣神話」で商品展開が行われている。また、バンダイは『聖闘士星矢』関連のフィギュアシリーズとは別に「アーマープラス」を立ち上げ、放映当時はスポンサーでなかったために関連商品を発売しなかった『サムライトルーパー』の商品展開も行うなど、この「聖衣神話」で培ったノウハウは他の商品にも活かされている。

## あらすじ
原作の展開になぞりつつ、原作にはなかったギャグテイスト、鋼鉄聖闘士、神闘士などオリジナル要素を盛り込み、海皇ポセイドン編までがアニメ化された。アニメオリジナルエピソードとして、暗黒聖闘士編の後にオリジナルキャラが多数登場する『黄金聖衣争奪編』、十二宮編と海皇ポセイドン編の間に、海皇ポセイドン編が一部関わる『北欧アスガルド編』が入れられた。この時期のオリジナルエピソードにギリシア神話を用いていないのは、原作者の作り出す世界観を邪魔しないようにするためのアニメスタッフ側の配慮の結果である。またオリジナルストーリーを挟んだのは、先述の通り、原作連載開始から程なくアニメ化が決まったため、アニメが原作のポセイドン編に追いつく可能性があったためでもある。
黄金聖衣争奪編
原作での暗黒聖闘士編と白銀聖闘士編の間に挿入された、完全オリジナルエピソード。聖域を掌握したアーレス教皇が黄金聖衣奪回のため、星矢たちのもとへ次々に刺客を差し向ける。敵側のキャラクターとして非正規の聖闘士や幽霊聖闘士、星矢たちの味方として鋼鉄聖闘士など、アニメオリジナルの聖闘士が多数登場した。
北欧アスガルド編
北欧神話とオペラ『ニーベルングの指輪』をモチーフにしたオリジナルエピソード。魔の指輪ニーベルンゲン・リングの魔力によって邪悪の化身となってしまったオーディーンの地上代行者ヒルダと彼女を守護する神闘士（ゴッドウォーリアー）たちと、アテナと地上世界を救おうとする青銅聖闘士の戦いを描く。アスガルドの厳しい身分制度や悲惨な食料事情、また神闘士たちの悲壮感に満ちた生い立ちなどが、ストーリーの根幹にある。ヒルダが邪悪に操られたために、彼女の力によって保たれていた北極の氷が解け始めてしまう。アテナの力をもってしても世界水没を食い止められるのはわずか半日に過ぎない。その間にヒルダの指にはめられたニーベルンゲン・リングを外さなくてはならないが、指輪の魔力は伝説の名剣・バルムングの剣でのみ断ち切ることができ、しかもバルムングの剣を手に入れるには、神闘士たちをすべて打ち倒し、その守護石である7つのオーディーンサファイヤを集めなければならないため、屈強の神闘士たちと星矢たちとの死闘が繰り広げられる。最後は蘇った伝説のバルムングの剣の力によって指輪は破壊され、ヒルダは邪悪から解き放たれて平和が訪れる。直後、アテナは海皇ポセイドンに津波でさらわれることで海皇ポセイドン編へ続く。

## スタッフ
- プロデューサー：籏野義文、横山和夫 → 森下孝三（東映動画）
- 原作：車田正美 (集英社「週刊少年ジャンプ」連載[注 5])
- シリーズ構成：小山高生、菅良幸
- 音楽：横山菁児
  - サントラ盤：コロムビアレコード
- キャラクターデザイン：荒木伸吾、姫野美智
- 美術デザイン：窪田忠雄（第1話 - 第99話） → 鹿野良行（第100話 - ）
- シリーズディレクター：森下孝三 → 菊池一仁
- 製作担当：武田寛
- テレビ朝日プロデューサー：加藤守啓、川田方寿
- 撮影：白井敏雄、森下成一、大谷尚一、沖野雅英
- 編集：吉川泰弘
- 録音：波多野勲、立花康夫
- 音響効果：今野康之（スワラ）
- 選曲：佐藤恭野
- 記録：池野美雪→井出信一→岡本洋子、柴八千穂
- 現像：東映化学
- 制作：テレビ朝日、東映

## 主題歌・挿入歌

### 主題歌
三洋物産のパチンコ『CR聖闘士星矢』でテレビアニメのオープニング楽曲を使用したアニメーションの演出は、テレビアニメのアニメーションをベースに新規作画したものが使用されている。
オープニングテーマ（OP）
「ペガサス幻想」（第1話 - 第73話）
作詞 - 竜真知子 / 作曲 - 松澤浩明、山田信夫 / 編曲・歌 - MAKE-UP
「聖闘士神話 〜ソルジャー・ドリーム〜」（第74話 - 最終話）
作詞 - 只野菜摘 / 作曲 - 松澤浩明 / 編曲 - BROADWAY / 歌 - 影山ヒロノブ&BROADWAY
アスガルド編開始となる第74話より使用されたOP。
ポセイドン編開始となる第100話からはストーリー進行に合わせ、敵側の登場キャラクターがヒルダと神闘士からポセイドン（ジュリアン・ソロ）と海闘士に置き換えられた。
『CR聖闘士星矢』でこのOPアニメをベースにした新作映像では、アニメの黄金聖闘士編をモチーフとしていることから敵側の登場キャラクターはアーレスと黄金聖闘士になっている。また、聖衣のデザインもアスガルド編でリニューアルされる前のものとなっている。
後年『聖闘士星矢 黄金魂 -soul of gold-』では本曲はROOT FIVEのカバー版でOP(第1話のみED)として使用されている。
エンディングテーマ（ED）
「永遠ブルー」（第1話 - 第73話）
作詞 - 竜真知子 / 作曲 - 松澤浩明、山田信夫、河野陽吾 / 編曲・歌 - MAKE-UP
「夢旅人」（第74話 - 最終話）
作詞 - 許瑛子 / 作曲 - 影山ヒロノブ、須藤賢一 / 編曲 - BROADWAY / 歌 - 影山ヒロノブ&BROADWAY

### 挿入歌
「さよならのかわりに－CAN'T SAY GOOD-BYE－」（第13話）
作詞 - 竜真知子 / 作曲 - 池田育義 / 編曲・歌 - MAKE-UP
「ビューティフル・チャイルド－BEAUTIFUL CHILD－」（第16話）
作詞 - 園部和範 / 作曲・編曲 - 藤田大土 / 歌 - 堀江美都子
「ファイナル・ソルジャー－FINAL SOLDIER－」（第20話）
作詞 - 竜真知子 / 作曲・編曲 - 藤田大土 / 歌 - 堀江美都子 / コーラス - MAKE-UP
「女神の子守歌〜Lullaby〜」（第30話）
作詞 - 園部和範 / 作曲 - つのごうじ / 編曲・演奏 - MAKEUP PROJECT / 歌 - 堀江美都子
「ネビュラチェーン、兄弟の絆〜Nebula Chain〜」（第46話）
作詞 - 小山高男、園部和範 / 作曲 - 松澤浩明 / 編曲・歌 - MAKEUP PROJECT
「氷原の貴公子〜Diamond Dust〜」（第108話）
作詞 - 小山高男、園部和範 / 作曲 - 松澤浩明 / 編曲・歌 - MAKEUP PROJECT

## 各話リスト
サブタイトルの基本は「○○! □□」。
銀河戦争編（青銅聖闘士編）
| 話数  | 放送日          | サブタイトル                 | 脚本     | （絵コンテ） 演出     | 作画監督   | 美術     |
| ----- | --------------- | ---------------------------- | -------- | --------------------- | ---------- | -------- |
| 第1話 | 1986年 10月11日 | よみがえれ! 英雄伝説         | 小山高生 | 森下孝三              | 荒木伸吾   | 窪田忠雄 |
| 第2話 | 10月18日        | 燃えろ! ペガサス流星拳       | 小山高生 | 勝間田具治            | 青木哲朗   | 窪田忠雄 |
| 第3話 | 10月25日        | キグナス! 氷原の戦士         | 小山高生 | 梅澤淳稔              | 長谷川憲生 | 窪田忠雄 |
| 第4話 | 11月1日         | ドラゴン! 無敵の拳と盾       | 小山高生 | （西沢信孝） 堀川和政 | 金子寛俊   | 窪田忠雄 |
| 第5話 | 11月15日        | 奇蹟の復活! 友情の小宇宙     | 小山高生 | 政木伸一              | 高井久     | 窪田忠雄 |
| 第6話 | 11月22日        | フェニックス! 地獄を見た戦士 | 小山高生 | 森下孝三              | 青木哲朗   | 窪田忠雄 |
| 第7話 | 11月29日        | うばわれた! 黄金聖衣         | 小山高生 | 勝間田具治            | 長谷川憲生 | 窪田忠雄 |
| 第8話 | 12月6日         | 倒せ! 暗黒フェニックス軍団   | 小山高生 | 山内重保              | 大島城次   | 窪田忠雄 |

暗黒聖闘士編
| 話数   | 放送日          | サブタイトル             | 脚本     | （絵コンテ） 演出     | 作画監督   | 美術     |
| ------ | --------------- | ------------------------ | -------- | --------------------- | ---------- | -------- |
| 第9話  | 1986年 12月13日 | 強敵! 暗黒四天王あらわる | 山崎忠昭 | 影山楙倫              | 高井久     | 窪田忠雄 |
| 第10話 | 12月20日        | 危うし紫龍! 聖衣の墓場   | 山崎忠昭 | 石崎すすむ            | 進藤満尾   | 窪田忠雄 |
| 第11話 | 12月27日        | 死闘! 恐怖の黒死拳       | 小山高生 | 勝間田具治            | 佐々門信芳 | 窪田忠雄 |
| 第12話 | 1987年 1月10日  | つかめ! 友情の星雲鎖     | 小山高生 | （森下孝三） 堀川和政 | 牧野行洋   | 窪田忠雄 |
| 第13話 | 1月17日         | 燃えあがれ! 炎の一撃     | 山崎忠昭 | 山内重保              | 中嶋五郎   | 窪田忠雄 |
| 第14話 | 1月24日         | 敗れたり! 幻魔拳         | 小山高生 | 勝間田具治            | 小林智子   | 窪田忠雄 |
| 第15話 | 1月31日         | 今あかす! 一輝の謎       | 小山高生 | 明比正行              | 直井正博   | 窪田忠雄 |

オリジナル（黄金聖衣争奪編）
| 話数   | 放送日        | サブタイトル               | 脚本     | （絵コンテ） 演出       | 作画監督   | 美術     |
| ------ | ------------- | -------------------------- | -------- | ----------------------- | ---------- | -------- |
| 第16話 | 1987年 2月7日 | 巨大! ドクラテスの猛襲     | 小山高生 | 森下孝三                | 荒木伸吾   | 窪田忠雄 |
| 第17話 | 2月14日       | 救え! 沙織の危機           | 小山高生 | （福留政彦） 石崎すすむ | 進藤満尾   | 窪田忠雄 |
| 第18話 | 2月21日       | 大暴れ! カリブの幽霊聖闘士 | 山崎忠昭 | 山内重保                | 佐々門信芳 | 窪田忠雄 |
| 第19話 | 2月28日       | 生か死か! 魔界島の血戦     | 山崎忠昭 | （勝間田具治） 堀川和政 | 牧野行洋   | 窪田忠雄 |
| 第20話 | 3月7日        | 本気で戦え! シャイナの逆襲 | 小山高生 | 菊池一仁                | 小林智子   | 窪田忠雄 |
| 第21話 | 3月14日       | 非情! オーロラの対決       | 小山高生 | 森下孝三                | 直井正博   | 窪田忠雄 |
| 第22話 | 3月21日       | 炎の復活! 不死身の一輝     | 小山高生 | 石崎すすむ              | 進藤満尾   | 窪田忠雄 |

教皇の刺客編（白銀聖闘士編）
| 話数   | 放送日         | サブタイトル                 | 脚本              | 演出       | 作画監督   | 美術     |
| ------ | -------------- | ---------------------------- | ----------------- | ---------- | ---------- | -------- |
| 第23話 | 1987年 3月28日 | シルバー聖闘士! 誇り高き刺客 | 小山高生          | 明比正行   | 荒木伸吾   | 窪田忠雄 |
| 第24話 | 4月11日        | 飛べペガサス! すい星のように | 小山高生          | 森下孝三   | 佐々門信芳 | 窪田忠雄 |
| 第25話 | 4月18日        | 戦え! アテナのもとで         | 小山高生          | 菊池一仁   | 大島城次   | 窪田忠雄 |
| 第26話 | 4月25日        | 敵か味方か! スチールセイント | 小山高生          | 山内重保   | 稲津善吉   | 窪田忠雄 |
| 第27話 | 5月2日         | 星矢が石に! メドウサの盾     | 小山高生          | 明比正行   | 青木哲郎   | 窪田忠雄 |
| 第28話 | 5月9日         | ドラゴン! 捨て身の一撃       | 小山高生          | 森下孝三   | 直井正博   | 伊藤岩光 |
| 第29話 | 5月16日        | 誘拐! 沙織を襲うカラス軍団   | 小山高生          | 石崎すすむ | 進藤満尾   | 窪田忠雄 |
| 第30話 | 5月23日        | 燃えあがれ! 愛のコスモ       | 小山高生          | 山内重保   | 荒木伸吾   | 窪田忠雄 |
| 第31話 | 5月30日        | 幻魔! 生死のデッドライン     | 小山高生          | 菊池一仁   | 小林智子   | 窪田忠雄 |
| 第32話 | 6月6日         | 大爆発! デスクイーン島       | 菅良幸            | 明比正行   | 佐々門信芳 | 窪田忠雄 |
| 第33話 | 6月13日        | 龍虎激突! 光なきドラゴンの涙 | 菅良幸            | 森下孝三   | 稲津善吉   | 秦秀信   |
| 第34話 | 6月20日        | さらば友よ! やすらかに眠れ   | 菅良幸            | 山内重保   | 青木哲郎   | 秦秀信   |
| 第35話 | 6月27日        | 決死行! 開けドラゴンの目よ   | 小山高生 立川元教 | 石崎すすむ | 進藤満尾   | 窪田忠雄 |
| 第36話 | 7月4日         | 驚き! 12体のゴールドクロス   | 菅良幸            | 明比正行   | 直井正博   | 秦秀信   |
| 第37話 | 7月11日        | 仮面が叫ぶ! 愛か死か         | 菅良幸            | 菊池一仁   | 小林智子   | 窪田忠雄 |
| 第38話 | 7月18日        | 激突! ゴールドセイント       | 小山高生 立川元教 | 山内重保   | 佐々門信芳 | 窪田忠雄 |
| 第39話 | 7月25日        | 光速! マッハを超える強拳     | 菅良幸            | 石崎すすむ | 進藤満尾   | 窪田忠雄 |

聖域十二宮編（黄金聖闘士編）
| 話数   | 放送日        | サブタイトル                 | 脚本     | （絵コンテ） 演出                   | 作画監督          | 美術     |
| ------ | ------------- | ---------------------------- | -------- | ----------------------------------- | ----------------- | -------- |
| 第40話 | 1987年 8月1日 | 行くぞ! 俺たちの旅立ち       | 菅良幸   | 勝間田具治                          | 井上栄作          | 窪田忠雄 |
| 第41話 | 8月8日        | 聖域大決戦! アテナ最大の危機 | 菅良幸   | 明比正行                            | 直井正博          | 窪田忠雄 |
| 第42話 | 8月15日       | 究極のコスモ! セブンセンシズ | 菅良幸   | 山内重保                            | 青木哲郎          | 窪田忠雄 |
| 第43話 | 8月29日       | ビッグバン! 金牛宮の戦闘     | 菅良幸   | 菊池一仁                            | 小林智子          | 窪田忠雄 |
| 第44話 | 9月5日        | 双児宮! 光と闇の迷宮         | 菅良幸   | （高木翎） 石崎すすむ               | 進藤満尾          | 窪田忠雄 |
| 第45話 | 9月12日       | 恐怖! 異次元への漂流         | 小山高生 | 明比正行                            | 荒木伸吾          | 窪田忠雄 |
| 第46話 | 9月19日       | 吠えろ! 攻防一体の星雲鎖     | 菅良幸   | 山内重保                            | 佐々門信芳        | 窪田忠雄 |
| 第47話 | 9月26日       | さらば氷河! 勇者よ眠れ       | 菅良幸   | 勝間田具治                          | 井上栄作          | 窪田忠雄 |
| 第48話 | 10月3日       | ドラゴン! 甦れ死の国から     | 小山高生 | 森下孝三                            | 直井正博          | 窪田忠雄 |
| 第49話 | 10月10日      | 愛! 春麗の祈り               | 小山高生 | （高木翎） 横山広行                 | 進藤満尾          | 窪田忠雄 |
| 第50話 | 10月17日      | 昇れ龍! 紫龍怒りのコスモ     | 菅良幸   | 菊池一仁                            | 小林智子          | 窪田忠雄 |
| 第51話 | 10月24日      | なぜだ! 牙をむいた黄金の獅子 | 菅良幸   | 明比正行                            | 荒木伸吾          | 窪田忠雄 |
| 第52話 | 10月31日      | アーレス! 伝説の魔皇拳       | 小山高生 | 山内重保                            | 佐々門信芳        | 窪田忠雄 |
| 第53話 | 11月7日       | 男だ! カシオス愛に死す       | 小山高生 | 福田潤                              | 井上栄作          | 窪田忠雄 |
| 第54話 | 11月14日      | 一輝! 翼をもがれた不死鳥     | 菅良幸   | （高木翎） 高木翎 横山広行          | 進藤満尾          | 窪田忠雄 |
| 第55話 | 11月21日      | 友情のきずな! アテナの叫び   | 菅良幸   | 菊池一仁                            | 河合静男          | 窪田忠雄 |
| 第56話 | 11月28日      | シャカ! もっとも神に近い男   | 小山高生 | 明比正行                            | 直井正博          | 窪田忠雄 |
| 第57話 | 12月5日       | 無の恐怖! 目をあけたシャカ   | 小山高生 | （山内重保） 山内重保 細田雅弘      | 荒木伸吾          | 窪田忠雄 |
| 第58話 | 12月12日      | 壮烈! 友情に散った一輝       | 小山高生 | 箕ノ口克己                          | 佐々門信芳        | 窪田忠雄 |
| 第59話 | 12月19日      | 甦れ白鳥! 生と死と愛と       | 菅良幸   | （内藤隼人） 横山広行               | 進藤満尾          | 窪田忠雄 |
| 第60話 | 12月26日      | 氷河復活! この命かけて       | 菅良幸   | 菊池一仁                            | 荒木伸吾 井上栄作 | 窪田忠雄 |
| 第61話 | 1988年 1月9日 | 降伏か死か! この翼ある限り   | 菅良幸   | 森下孝三 菊池一仁 山内重保 伊東政雄 | 直井正博          | 窪田忠雄 |
| 第62話 | 1月16日       | 進め氷河! 誇り高き勇者       | 菅良幸   | （山内重保） 細田雅弘               | 河合静男          | 窪田忠雄 |
| 第63話 | 1月23日       | 響け! 聖域のゴールドクロス   | 小山高生 | 箕ノ口克己                          | 佐々門信芳        | 窪田忠雄 |
| 第64話 | 1月30日       | 少年よ! 君たちにアテナを託す | 小山高生 | 又野弘道                            | 進藤満尾          | 窪田忠雄 |
| 第65話 | 2月6日        | うなる聖剣! シュラ対ドラゴン | 菅良幸   | 菊池一仁                            | 只野和子          | 窪田忠雄 |
| 第66話 | 2月13日       | ああ紫龍! 星となって消ゆ     | 菅良幸   | 伊東政雄                            | 井上栄作          | 窪田忠雄 |
| 第67話 | 2月20日       | さらば! わが師よわが友よ     | 菅良幸   | 箕ノ口克己                          | 直井正博          | 窪田忠雄 |
| 第68話 | 2月27日       | 美の戦士! アフロディーテ     | 菅良幸   | 又野弘道                            | 進藤満尾          | 鹿野良行 |
| 第69話 | 3月12日       | デモンローズ! 甘き死の香り   | 菅良幸   | （菊池一仁） 伊東政雄               | 河合静男          | 窪田忠雄 |
| 第70話 | 3月19日       | 安らかに! 瞬、最後の微笑     | 菅良幸   | 菊池一仁                            | 佐々門信芳        | 鹿野良行 |
| 第71話 | 3月26日       | 消える火時計! 教皇の正体     | 菅良幸   | 箕ノ口克己                          | 井上栄作          | 鹿野良行 |
| 第72話 | 4月9日        | 行け星矢! 友の死をこえて     | 菅良幸   | （山内重保） 伊東政雄               | 直井正博          | 鹿野良行 |
| 第73話 | 4月16日       | 集え友よ! アテナのもとに     | 菅良幸   | 又野弘道                            | 小林智子          | 大河内稔 |

北欧アスガルド編
| 話数   | 放送日         | サブタイトル                   | 脚本     | （絵コンテ） 演出     | 作画監督   | 美術     |
| ------ | -------------- | ------------------------------ | -------- | --------------------- | ---------- | -------- |
| 第74話 | 1988年 4月23日 | 極北の敵! 伝説の神闘士         | 菅良幸   | （森下孝三） 菊地一仁 | 荒木伸吾   | 鹿野良行 |
| 第75話 | 4月30日        | ヒルダ! 悪魔に魅入られた女神   | 小山高生 | 石崎すすむ            | 進藤満尾   | 大河内稔 |
| 第76話 | 5月7日         | 巨人トール! 憎悪のコスモ       | 菅良幸   | 菊池一仁              | 佐々門信芳 | 鹿野良行 |
| 第77話 | 5月14日        | 巨星の涙! ヒルダのために死す   | 菅良幸   | 箕ノ口克己            | 直井正博   | 大河内稔 |
| 第78話 | 5月21日        | 牙むく! 北の狼フェンリル       | 小山高生 | （又野弘道） 伊東政雄 | 小林智子   | 鹿野良行 |
| 第79話 | 5月28日        | 哀れ! ノーザン群狼拳の宿命     | 小山高生 | （明比正行） 細田雅弘 | 井上栄作   | 大河内稔 |
| 第80話 | 6月4日         | 氷原に消ゆ! 悲しき遠吠え       | 小山高生 | 石崎すすむ            | 進藤満尾   | 鹿野良行 |
| 第81話 | 6月11日        | フレア! 愛ゆえの死闘           | 小山高生 | 菊池一仁              | 直井正博   | 大河内稔 |
| 第82話 | 6月18日        | 舞え白鳥! 氷中の灼熱地獄       | 小山高生 | 箕ノ口克己            | 佐々門信芳 | 鹿野良行 |
| 第83話 | 6月25日        | 妖しの竪琴! 瞬を誘う死の序曲   | 菅良幸   | 又野弘道              | 小林智子   | 鹿野良行 |
| 第84話 | 7月2日         | 死の宣告! ストリンガー葬送曲   | 菅良幸   | 細田雅弘              | 井上栄作   | 大河内稔 |
| 第85話 | 7月9日         | 哀しみの勇者! 凍てついた憎悪   | 菅良幸   | 石崎すすむ            | 進藤満尾   | 鹿野良行 |
| 第86話 | 7月16日        | 不死鳥! 真紅に燃える翼         | 菅良幸   | （明比正行） 伊東政雄 | 直井正博   | 大河内稔 |
| 第87話 | 7月23日        | 魔の紫水晶! セイントの墓場     | 小山高生 | 菊池一仁              | 佐々門信芳 | 鹿野良行 |
| 第88話 | 7月30日        | 炎の剣! 恐るべき野望           | 小山高生 | 又野弘道              | 小林智子   | 鹿野良行 |
| 第89話 | 8月13日        | 邪悪のいけにえ! 精霊たちの森   | 小山高生 | 箕ノ口克己            | 井上栄作   | 大河内稔 |
| 第90話 | 8月20日        | ふり向くな星矢! 昇龍のコスモ   | 小山高生 | 石崎すすむ            | 進藤満尾   | 鹿野良行 |
| 第91話 | 8月27日        | 燃えよ瞬! 黒い牙に隠された謎   | 菅良幸   | 細田雅弘              | 直井正博   | 鹿野良行 |
| 第92話 | 9月3日         | うずまけ! 瞬 究極の星雲嵐      | 菅良幸   | 菊池一仁              | 佐々門信芳 | 大河内稔 |
| 第93話 | 9月10日        | バド! 宿命の双子星             | 菅良幸   | 又野弘道              | 小林智子   | 鹿野良行 |
| 第94話 | 9月17日        | 兄弟の絆! シドよ祖国に眠れ     | 菅良幸   | 箕ノ口克己            | 井上栄作   | 鹿野良行 |
| 第95話 | 10月15日       | 気高き勇者! 甦る伝説の騎士     | 菅良幸   | 石崎すすむ            | 進藤満尾   | 大河内稔 |
| 第96話 | 10月22日       | 龍対龍! 十万分の一秒の勝機     | 菅良幸   | （明比正行） 細田雅弘 | 直井正博   | 鹿野良行 |
| 第97話 | 10月29日       | 海魔女! 美しき死の調べ         | 菅良幸   | 菊池一仁              | 佐々門信芳 | 鹿野良行 |
| 第98話 | 11月5日        | 奇跡の出現! オーディーンローブ | 菅良幸   | 又野弘道              | 小林智子   | 大河内稔 |
| 第99話 | 11月12日       | アテナよ! 気高き永遠の祈り     | 菅良幸   | 石崎すすむ            | 進藤満尾   | 鹿野良行 |

海皇ポセイドン編
| 話数    | 放送日          | サブタイトル                   | 脚本     | 演出       | 作画監督   | 美術     |
| ------- | --------------- | ------------------------------ | -------- | ---------- | ---------- | -------- |
| 第100話 | 1988年 11月19日 | 海皇ポセイドン! 聖戦ふたたび   | 菅良幸   | 菊池一仁   | 荒木伸吾   | 鹿野良行 |
| 第101話 | 11月26日        | 打ち砕け! 七つの海の巨大柱     | 小山高生 | 箕ノ口克己 | 直井正博   | 大河内稔 |
| 第102話 | 12月3日         | 神秘の輝き! 金色の青銅聖衣     | 小山高生 | 又野弘道   | 小林智子   | 鹿野良行 |
| 第103話 | 12月10日        | 危うし瞬! 恐るべき魔獣の牙     | 菅良幸   | 細田雅弘   | 佐々門信芳 | 鹿野良行 |
| 第104話 | 12月17日        | 魔獣死すべし! 不滅の黄金鎖     | 菅良幸   | 石崎すすむ | 進藤満尾   | 鹿野良行 |
| 第105話 | 12月24日        | 聖剣! 右腕に宿るシュラの魂     | 小山高生 | 菊池一仁   | 荒木伸吾   | 大河内稔 |
| 第106話 | 1989年 1月14日  | 夢無残! 再会は死の匂い         | 小山高生 | 箕ノ口克己 | 直井正博   | 鹿野良行 |
| 第107話 | 1月28日         | 心の狩人! リュムナデス無情     | 小山高生 | 明比正行   | 小林智子   | 鹿野良行 |
| 第108話 | 2月11日         | アイザック! 氷の心を持つ男     | 菅良幸   | 石崎すすむ | 小林智子   | 鹿野良行 |
| 第109話 | 2月18日         | がんばれ貴鬼! 哀しき死闘       | 菅良幸   | 細田雅弘   | 佐々門信芳 | 大河内稔 |
| 第110話 | 2月25日         | 聞け! 美しきアテナの歌声       | 小山高生 | 菊池一仁   | 井上栄作   | 鹿野良行 |
| 第111話 | 3月11日         | 友よ! 死ぬ時は一緒だ           | 小山高生 | 山内重保   | 荒木伸吾   | 鹿野良行 |
| 第112話 | 3月18日         | ふたつの魂! 海皇復活の謎       | 菅良幸   | 箕ノ口克己 | 星川信芳   | 大河内稔 |
| 第113話 | 3月25日         | 海皇を射て! 黄金の一矢         | 菅良幸   | 細田雅弘   | 佐々門信芳 | 大河内稔 |
| 第114話 | 4月1日          | 輝け友情の星よ! 永遠の少年伝説 | 菅良幸   | 菊池一仁   | 荒木伸吾   | 大河内稔 |

## 放送局
放送系列は放送当時、放送日時は1989年4月終了時点のものとする。
| 放送地域       | 放送局             | 放送日時                                                                | 放送系列                      | 備考                                                                |
| -------------- | ------------------ | ----------------------------------------------------------------------- | ----------------------------- | ------------------------------------------------------------------- |
| 関東広域圏     | テレビ朝日         | 土曜 19:00 - 19:30                                                      | テレビ朝日系列                | 制作局                                                              |
| 北海道         | 北海道テレビ       | 土曜 19:00 - 19:30                                                      | テレビ朝日系列                |                                                                     |
| 宮城県         | 東日本放送         | 土曜 19:00 - 19:30                                                      | テレビ朝日系列                |                                                                     |
| 福島県         | 福島放送           | 土曜 19:00 - 19:30                                                      | テレビ朝日系列                |                                                                     |
| 新潟県         | 新潟テレビ21       | 土曜 19:00 - 19:30                                                      | テレビ朝日系列                |                                                                     |
| 静岡県         | 静岡けんみんテレビ | 土曜 19:00 - 19:30                                                      | テレビ朝日系列                | 現・静岡朝日テレビ。                                                |
| 中京広域圏     | 名古屋テレビ       | 土曜 19:00 - 19:30                                                      | テレビ朝日系列                | 現・愛称・メ～テレ。                                                |
| 近畿広域圏     | 朝日放送           | 土曜 19:00 - 19:30                                                      | テレビ朝日系列                | 現・朝日放送テレビ。                                                |
| 広島県         | 広島ホームテレビ   | 土曜 19:00 - 19:30                                                      | テレビ朝日系列                | [ 放送について 1 ]                                                  |
| 香川県・岡山県 | 瀬戸内海放送       | 土曜 19:00 - 19:30                                                      | テレビ朝日系列                |                                                                     |
| 福岡県         | 九州朝日放送       | 土曜 19:00 - 19:30                                                      | テレビ朝日系列                |                                                                     |
| 鹿児島県       | 鹿児島放送         | 土曜 19:00 - 19:30                                                      | テレビ朝日系列                |                                                                     |
| 青森県         | 青森放送           | 月曜 17:00 - 17:30 → 水曜 17:15 - 17:45（1989年9月中旬 - 10月上旬時点） | 日本テレビ系列 テレビ朝日系列 |                                                                     |
| 岩手県         | 岩手放送           | 木曜 6:00 - 6:30（1988年2月中旬 - 3月上旬時点） → 日曜 6:00 - 6:30      | TBS系列                       | 現・IBC岩手放送。                                                   |
| 秋田県         | 秋田放送           | 月曜 17:00 - 17:30                                                      | 日本テレビ系列                |                                                                     |
| 山形県         | 山形放送           | 水曜 17:30 - 18:00（1988年2月中旬 - 3月上旬時点） → 水曜 16:30 - 17:00  | 日本テレビ系列 テレビ朝日系列 |                                                                     |
| 山梨県         | テレビ山梨         | 月曜 15:55 - 16:25                                                      | TBS系列                       |                                                                     |
| 長野県         | テレビ信州         | 日曜 18:00 - 18:30（1988年2月中旬 - 3月上旬時点） → 日曜 18:30 - 19:00  | 日本テレビ系列 テレビ朝日系列 |                                                                     |
| 石川県         | 石川テレビ         | 月曜 16:10 - 16:36 月曜 - 金曜 17:30 - 18:00                            | フジテレビ系列                | [ 放送について 2 ]                                                  |
| 福井県         | 福井放送           | 木曜 17:00 - 17:30                                                      | 日本テレビ系列 テレビ朝日系列 | 1987年4月16日ネット開始。 1989年3月までは日本テレビ系列単独加盟局。 |
| 島根県・鳥取県 | 山陰放送           | 土曜 16:00 - 16:30 → 金曜 17:30 - 18:00（1989年9月中旬 - 10月上旬時点） | TBS系列                       |                                                                     |
| 山口県         | 山口放送           | 日曜 10:30 - 11:00                                                      | 日本テレビ系列 テレビ朝日系列 | [ 放送について 3 ]                                                  |
| 徳島県         | 四国放送           | 金曜 17:00 - 17:30                                                      | 日本テレビ系列                | [ 放送について 4 ]                                                  |
| 愛媛県         | 南海放送           | 金曜 17:00 - 17:30 → 金曜 16:00 - 16:30（1989年9月中旬 - 10月上旬時点） | 日本テレビ系列                |                                                                     |
| 高知県         | 高知放送           | 水曜 16:30 - 17:00                                                      | 日本テレビ系列                | [ 放送について 5 ]                                                  |
| 長崎県         | 長崎放送           | 火曜 16:50 - 17:20（1988年2月中旬 - 3月上旬時点） → 火曜 17:00 - 17:30  | TBS系列                       |                                                                     |
| 熊本県         | テレビ熊本         | 火曜 16:30 - 17:00                                                      | フジテレビ系列 テレビ朝日系列 |                                                                     |
| 大分県         | 大分放送           | 木曜 17:00 - 17:30                                                      | TBS系列                       |                                                                     |
| 宮崎県         | 宮崎放送           | 木曜 17:30 - 18:00                                                      | TBS系列                       |                                                                     |
| 沖縄県         | 琉球放送           | 月曜 17:30 - 18:00                                                      | TBS系列                       |                                                                     |

放送について
1. ↑  広島ローカルのプロ野球中継（広島東洋カープ主催ゲーム）編成時、当初は本番組を優先して19:30からプロ野球としていたが、途中から本番組を休止し、後日振替放送となる場合もあった。
2. ↑  1988年4月4日より上段の時間帯で放送開始[28]。
末期は下段の通り帯番組として放送[29]。
3. ↑  丸久サンデー劇場枠で放送。
4. ↑  提供は地元企業などの独自スポンサーであった。
5. ↑  末期は帯番組として放送。

## 映画
聖闘士星矢 邪神エリス（1987年7月18日公開、東映まんがまつり）
邪神エリスによって死の世界から蘇った亡霊聖闘士たちとアテナの聖闘士たちの戦い。劇場公開時には『聖闘士星矢』とだけ題されていたが、後のDVD化時に「邪神エリス」とサブタイトルが付けられた。
聖闘士星矢 神々の熱き戦い（1988年3月12日公開、東映まんがまつり）
アスガルドでオーディーン地上代行者のドルバル教主および配下の神闘士たちとアテナの聖闘士たちとの戦い。テレビシリーズのアスガルド編の原案となった。
聖闘士星矢 真紅の少年伝説（1988年7月23日公開）
アテナの兄・太陽神アベル、3人のコロナの聖闘士そして死んだはずの黄金聖闘士が復活。地上を支配することを目論み、アテナの聖闘士たちと戦う。
聖闘士星矢 最終聖戦の戦士たち（1989年3月18日公開、東映まんがまつり）
堕天使ルシファーと4人の聖魔天使、ルシファーによって復活したアベルら三神が現れ、アテナの聖闘士たちと戦う。
聖闘士星矢 天界編 序奏〜overture〜（2004年2月14日公開）
全能の神アポロン率いる天界軍とアテナの聖闘士たちの戦い。冥王ハーデス編の正式な続編として公開された。
本作の設定の一部が『聖闘士星矢 NEXT DIMENSION 冥王神話』に流用されている。
聖闘士星矢 Legend of Sanctuary（2014年6月21日公開）
2011年の聖闘士星矢誕生25周年記念作として制作が発表。2013年10月に正式な題名が発表された。
監督はさとうけいいち、脚本は鈴木智尋。フル3DCGアニメーションで声優陣もテレビアニメやOVAとは異なる。2013年のサイト公開時より「車田正美 熱血画道40周年」記念作品と位置付けられ、原作者である車田も「製作総指揮」としてクレジットされている。

## OVA
テレビアニメでは、原作の最終エピソードである「冥王ハーデス編」が残され終了したことから、アニメ化待望論が根強く、東映動画側にも以前から企画があり、2003年よりオリジナルビデオアニメーション (OVA) として実現した。第2作「冥界編」制作の際に、オリジナルキャストによる声優陣の声質の変化などを理由とし、主役陣を含んだ多くのキャラクターが一度に若手声優へ変更された。
- 聖闘士星矢 冥王ハーデス十二宮編（2003年1月25日 - 2003年7月25日）
- 聖闘士星矢 冥王ハーデス冥界編 前章（2005年12月17日 - 2006年2月18日）
- 聖闘士星矢 冥王ハーデス冥界編 後章（2006年12月15日 - 2007年2月6日）
- 聖闘士星矢 冥王ハーデスエリシオン編（2008年3月28日 - 2008年8月22日）

## 音楽作品
音楽集
- 聖闘士星矢 音楽集 （1987年1月21日発売） 32CC-1368
- 聖闘士星矢 音楽集II （1987年8月1日発売） 32CC-1689
- 聖闘士星矢 音楽集III （1987年12月21日発売） 33CC-2074
- 聖闘士星矢 音楽集IV.神々の熱き戦い （1988年4月1日発売） 32CC-2224
- 聖闘士星矢 音楽集V.真紅の少年伝説 （1988年8月21日発売） 32CC-2572
- 聖闘士星矢 音楽集VI.黄金の指輪篇 （1988年10月1日発売） 32CC-2656
- 聖闘士星矢 音楽集VII.ポセイドン篇 （1988年12月21日発売） 32CC-2999
- 聖闘士星矢 ピアノファンタジア （1989年2月21日発売） 32CC-3217
- 聖闘士星矢 音楽集VIII.最終聖戦の戦士たち （1989年4月8日発売） CC-3295
- 聖闘士星矢 冥王ハーデス篇 （1990年12月21日発売） COCC-7089

ボーカルアルバム
- 聖闘士星矢 銀河戦争・夢の対決編 （1987年11月1日発売） 30CC-1880
- 聖闘士星矢 1996 SONG COLLECTION （1996年3月20日発売） COCC-13258
- 聖闘士星矢 1997-少年記- （1997年1月21日発売） COCC-13980
- 聖闘士星矢 主題歌&BEST （2006年6月21日発売） COCX-33746
- 聖闘士星矢 〜ヒット曲集〜 （1986年12月21日発売） 30CC-1349
- 聖闘士星矢 ヒット曲集II.いかなる星の下に （1987年7月1日発売） 30CC-1682
- 聖闘士星矢 ヒット曲集III.BOYS BE/君にあげるために （1988年8月1日発売） 30CC-2534

その他
- 聖闘士星矢 メモリアルBOX （1991年3月21日発売） COCC-7321/5
- 聖闘士星矢 THE GOLD COLLECTION BEST SONGS and SYMPHONIC SUITES （1997年12月20日発売） COCC-14747/51
- 聖闘士星矢 コンプリート・ソング・コレクション （2002年11月21日発売） COCX-32020/2
- 聖闘士星矢 ETERNAL EDITION
  - File No.01&02（2003年3月29日発売）COCX-32056/7
  - File No.03&04（2003年5月1日発売）COCX-32077/8
  - File No.05&06（2003年6月25日発売）COCX-32166/7
  - File No.07&08（2003年8月27日発売） COCX-32358/9
  - File No.09&10（2003年10月29日発売）COCX-32437/8

- 聖闘士星矢 天界編 序奏〜overture〜 オリジナルサウンドトラック （2004年3月17日発売） COCX-32648
- 聖闘士星矢 冥王ハーデス編 スペシャルアルバム （2008年3月26日発売） COCX-34811
- 聖闘士星矢 ETERNAL CD-BOX （2008年7月30日発売） COCX-35079/91

## ネット配信
- 2018年9月16日より、集英社がYouTubeに開設した「週刊少年ジャンプ50周年公式チャンネル」から本作が期間限定で配信されている。
- 2020年4月27日12:00から同年5月10日23:59まで、YouTube「東映アニメーションミュージアム公式YouTubeチャンネル」から、「聖域十二宮篇」（第40話 - 第73話）が期間限定で配信されている。

## その他
- アメリカで2012年2月に、商標権侵害の疑いで東映アニメーションのアメリカの子会社を相手に、個人が賠償金額10億ドル（約820億円）の提訴をしたが[35]、請求原因についての十分な記載がないとして却下されている[36]。